# Porta Pintada
La Porta Pintada, de la Conquesta o de Santa Margalida, era una porta de la murada medieval de Palma situada al nord-est de la ciutat. Construïda el segle xi, tingué un gran simbolisme a partir de la Conquesta de Mallorca del rei en Jaume, perquè era el lloc per on la host catalana havia entrat a la ciutat i, per això, hi celebraven una teatralització de la presa de la ciutat en la Festa de l'Estendard, cada 31 de desembre. Per aquest simbolisme, a partir del segle xvi també fou el lloc on feien l'entrada oficial a la ciutat els virreis i bisbes.

## Nom
Durant l'època musulmana la porta s'anomenà Bâb al-Kahl (que en català s'adaptà com a Babalcofol). Després de la conquesta catalana prengué diversos noms: Porta de l'Esvaïdor, és a dir del Conqueridor; Porta de la Conquesta, i Porta Pintada, per les creus que hi pintaren relacionades amb el cerimonial commemoratiu de la conquesta i la participació eclesiàstica en la Conquesta. Més tard també rebé el nom de Porta de Santa Margalida, pel convent veí a la porta, i Porta de la Raconada de Santa Margalida. Quan es construí la nova murada renaixentista, al començament del segle xvi, es va bastir una nova porta a llevant de la medieval, i aquesta segona romangué com a entrada del bastió de Santa Margalida; la medieval s'anomenà Porta Pintada Vella o de Santa Margalida, i Porta Pintada Nova (o simplement Porta Pintada), la de nova construcció.

## Situació
La porta estava situada al final del carrer de Sant Miquel, allà on actualment acaba el carrer de Marie Curie. De fet, a la façana de la Residència Sant Miquel, al costat de ponent del carrer, hi ha una placa que recorda la porta. No s'ha de confondre amb la Porta Pintada nova, una porta renaixentista del mateix nom, que era situada en l'actual plaça de la Porta Pintada, d'on partia un pont per travessar el fossat que ocupava el centre de l'actual Plaça d'Espanya, darrere l'esglèsia del Convent de Santa Catalina de Sena.

## Història
La seva estructura bàsica era de l'època de la taifa de Dénia (1015-1115). Es modificà el segle xvi quan hi afegiren un bastió oval. Aquest bastió, però, una vegada construït el nou bastió renaixentista, fou buidat i reconvertit en polvorí. També patí altres transformacions, que amagaren les dues torres cilíndriques originals. Enderrocat el bastió de Santa Margalida, es deixà la porta medieval (la veïna Porta Pintada Nova fou enderrocada), però la intenció de l'Ajuntament i d'alguns industrials d'esbucar-la provocà una polèmica entre els conservacionistes i els defensors de l'enderrocament, tots dos bàndols amb suports a la premsa periòdica. A conseqüència d'aquesta oposició, una Reial Ordre declarà monument nacional la Porta Pintada l'any 1908 i aleshores Josep Miralles Sbert publicà en llibre els seus articles favorables. Malgrat aquesta declaració, l'Ajuntament de Palma començà a enderrocar la Porta Pintada la nit de dia 27 de febrer 1912, i com a resposta dimití de manera irrevocable tota la Comissió de Monuments de les Balears, excepció feta d'Eusebi Estada, favorable a l'enderroc.
L'any 2000 s'excavà el bastió oval de la Porta Pintada i s'ha conservat visible in situ.
Del bastió de Santa Margalida estant, l'astrònom i enginyer militar Vicenç Mut, determinà la latitud de Palma (39º 35´), amb un error mínim respecte de l'apreciació actual (39º 34’ 32´´).

## Galeria històrica

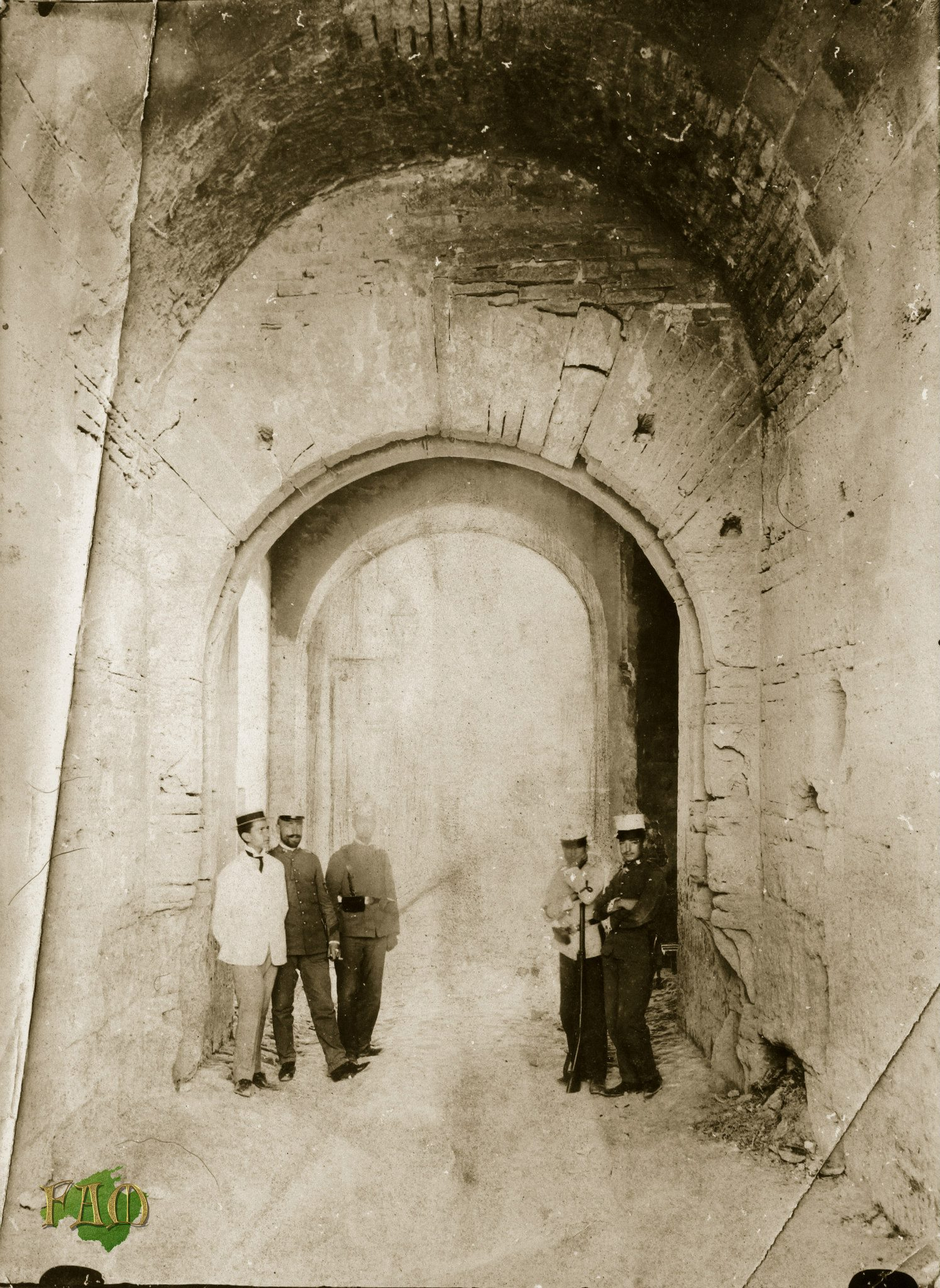
Vista interior de la Porta Pintada on es pot veure allò que pareix l'antic arc musulmà. (Fotos Antiguas de Mallorca, FAM)
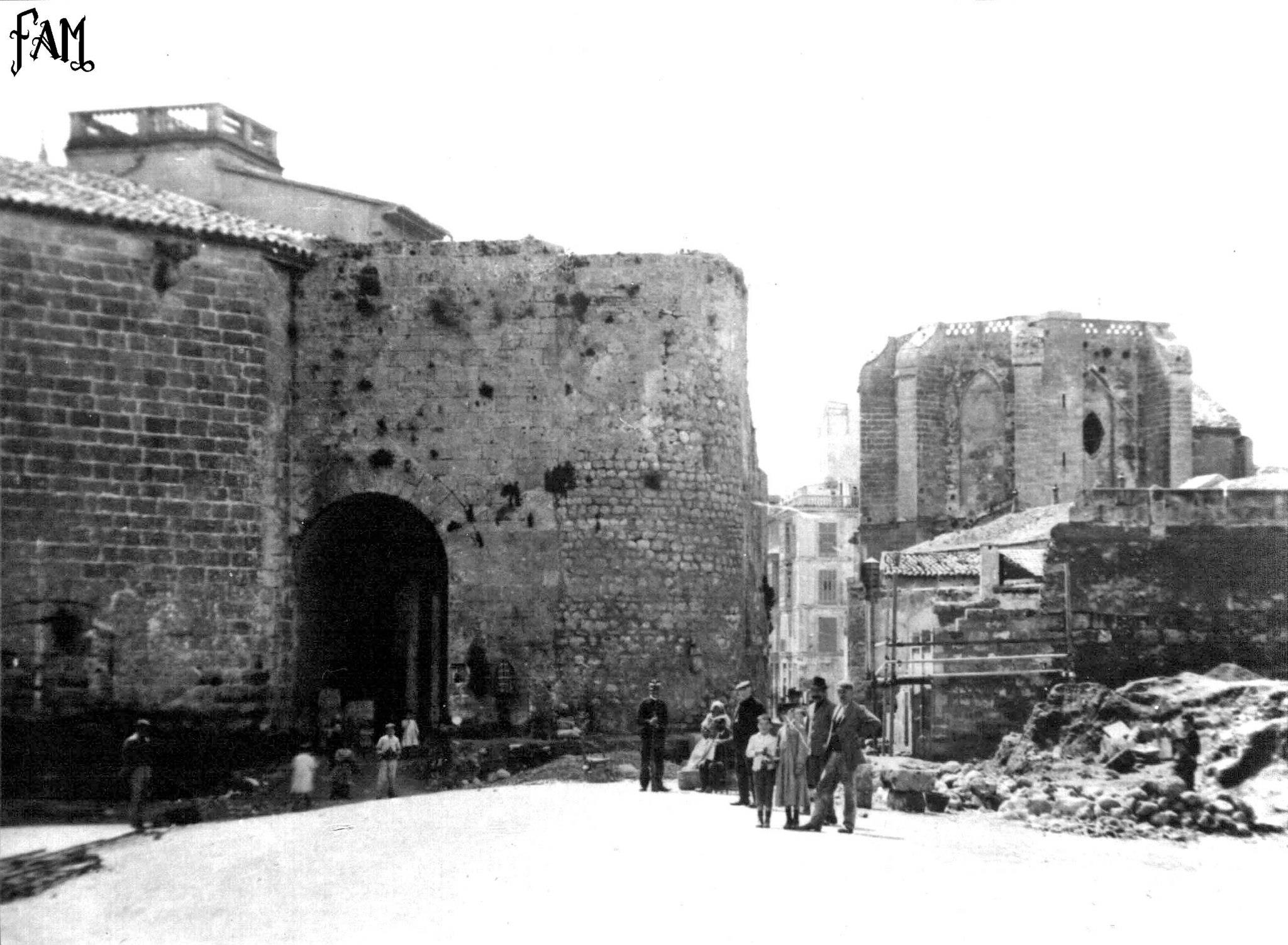
Foto presa en la banda exterior. A darrera es pot veure l'església del monestir de Santa Margalida, avui Centre d'Història i Cultura Militar. (Fotos Antiguas de Mallorca, FAM)
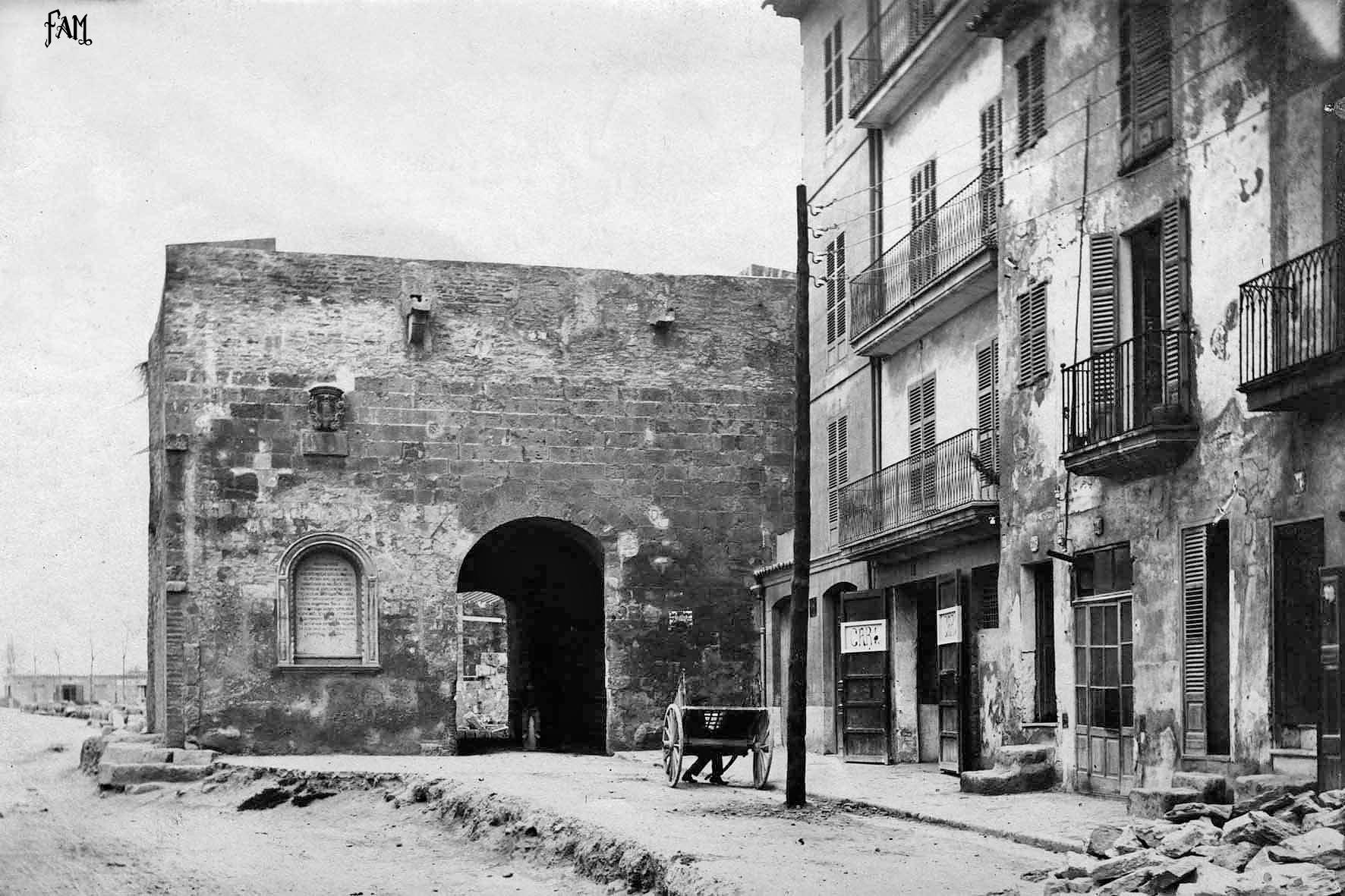
Secció interior de la Porta Pintada. (Fotos Antiguas de Mallorca, FAM)
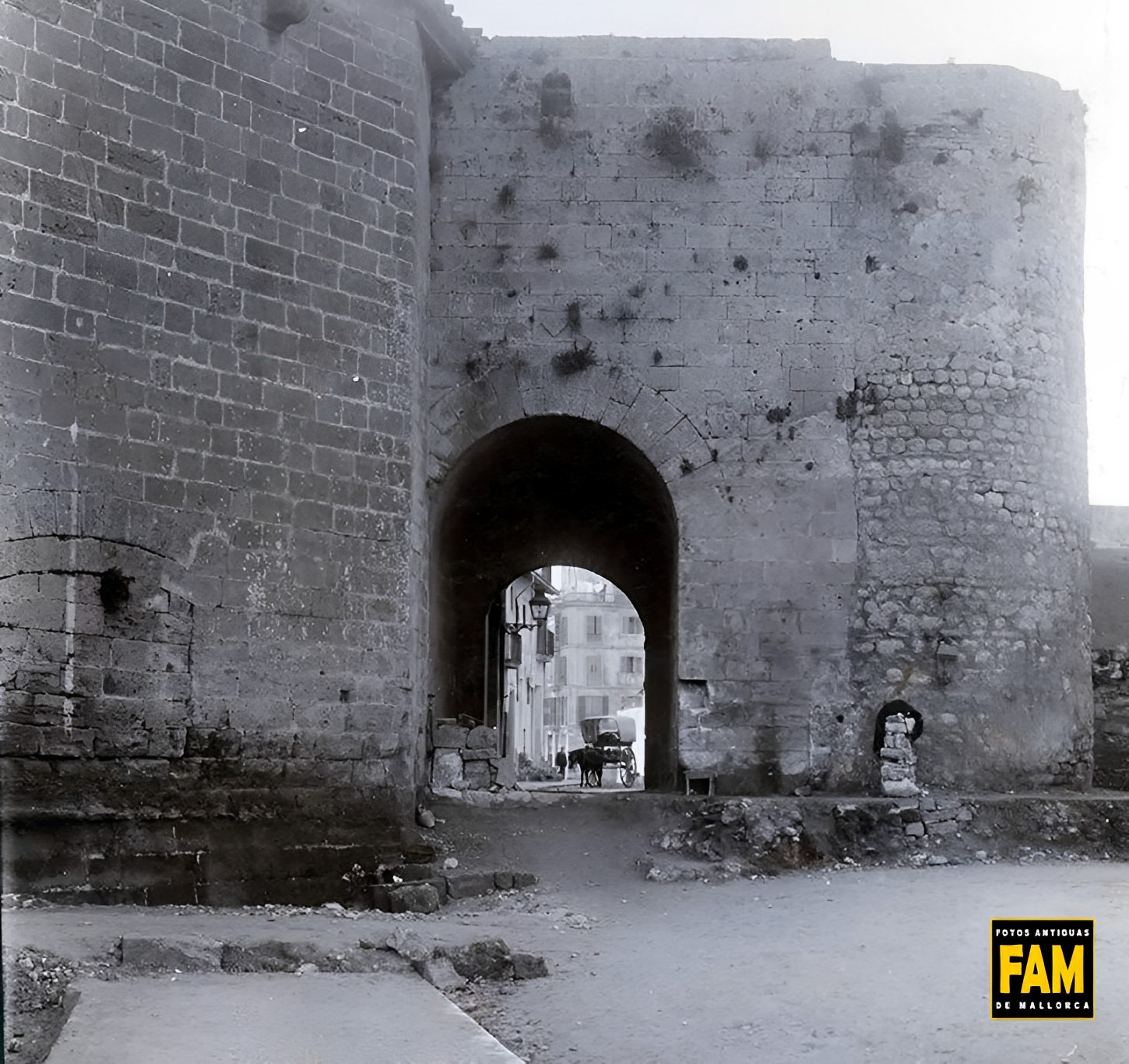
Bab al-Kofol, Porta de Santa Margalida, Porta Pintada o porta del Conqueridor. Foto presa des de la banda exterior. (Fotos Antiguas de Mallorca, FAM)
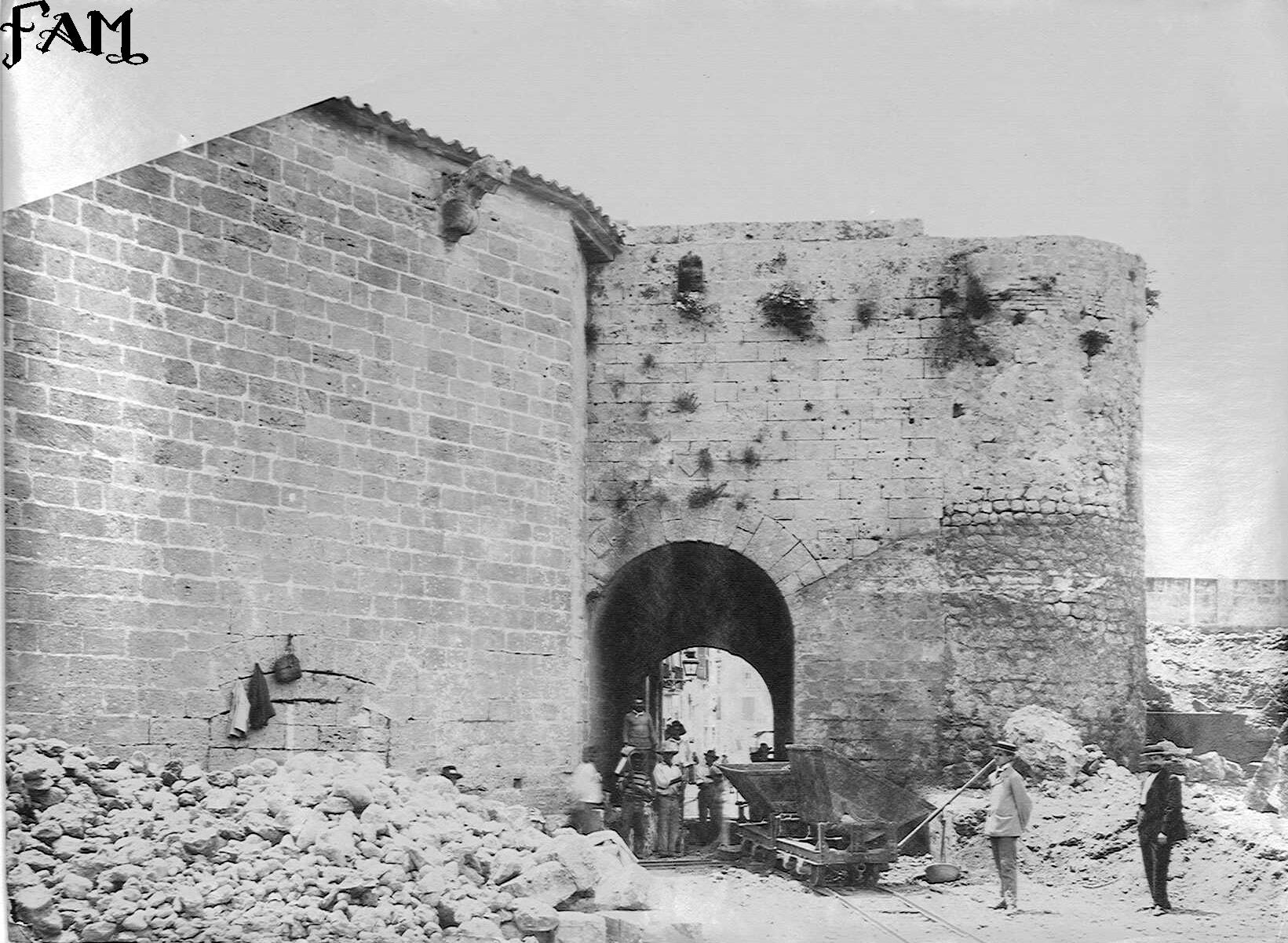
La Porta per la banda de fora, amb tota la màquinaria llesta per esbucar-la. (Fotos Antiguas de Mallorca, FAM)
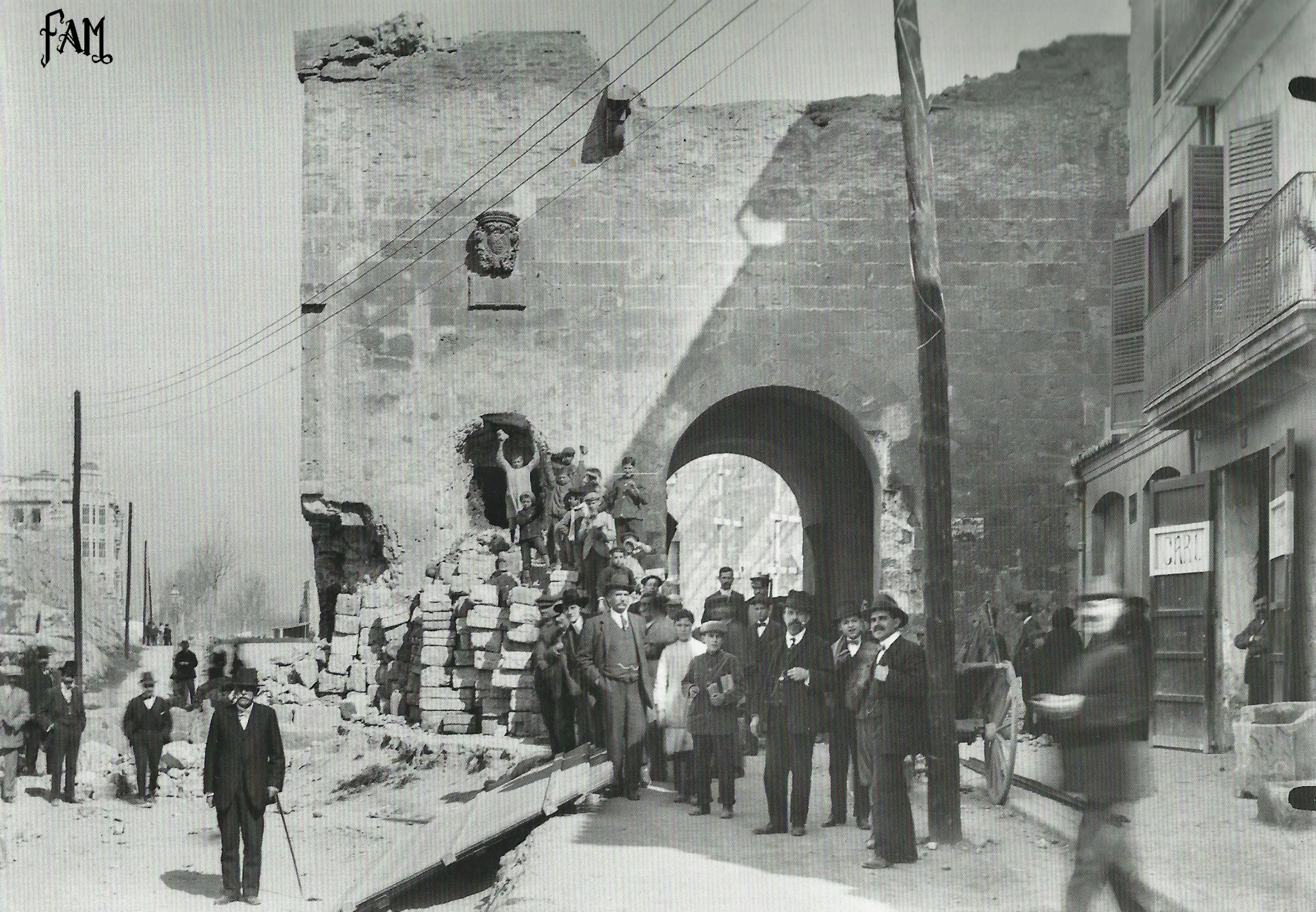
Foto de l'any 1912 amb la Porta Pintada mig esbucada, presa pel fotogràf Jaume Escalas Adrover. Al fons a l'esquerra es veu l'edifici de Can Segura de les Avingudes y 31 de Desembre. (Fotos Antiguas de Mallorca, FAM)
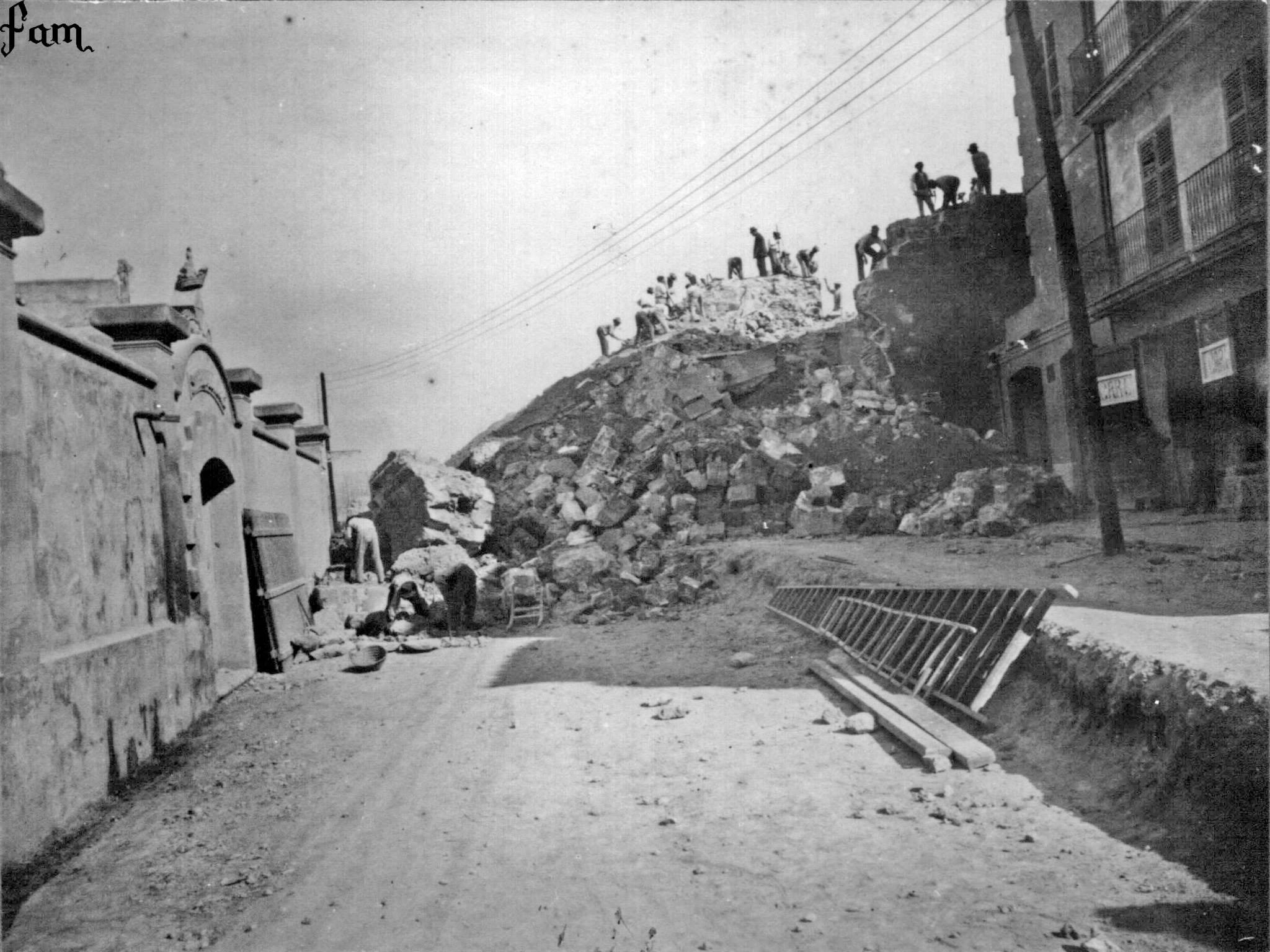
Foto presa l'any 1912, un dia després de l'esbucament de la Porta. (Fotos Antiguas de Mallorca, FAM)